# Крушковац
Крушковац је слатки стони ликер који се прави по старој рецептури од дестилата и природне ароме племенитих врста крушака. Склад мириса и укуса заокружен је угодном жарко жутом бојом.